# Керепеші
Керепеші (угор. Kerepesi) — найвідоміший некрополь Будапешту. Один з найстаріших цвинтарів в Угорщині, який майже повністю зберігся як єдине ціле. Його іноді називають Пер-Лашез Будапешту.

## Історія
Перші поховання на цвинтарі відбулися за два роки після його відкриття у 1849 році. З того часу численні представники угорської еліти (політики, письменники, скульптори, архітектори, художники, композитори, вчені, актори) були поховані тут, деякі з них в пишних гробницях і мавзолеях.
Цвинтар було закрито для поховань у 1952 році.
На Керепеші розташовано три мавзолеї видатних угорських державних діячів:
- Лайоша Бат'яні
- Ференца Деака
- Лайоша Кошута

Є також побудований в 1868 році мавзолей Абрахама Ганца, піонера угорської важкої промисловості.
У 1874 році була відкрита спеціальна ділянка для самогубців та страчених.

## Поховані
- Аді Ендре
- Йожеф Антал
- Арань Янош
- Бабіч Міхай
- Блаті Отто Тітус
- Луїза Блаха
- Чонтварі Костка Тівадар
- Етвеш Лоранд
- Дьєрдь де Гевеші
- Горн Дьюла
- Йокаї Мор
- Йожеф Аттіла
- Кадар Янош
- Дьюла Зілахі
- Лукач Дьйордь
- Бела Ней
- Ференц Мадл
- Міксат Кальман
- Моріц Жиґмонд
- Мункачі Мігай
- Карл Поланьї
- Радноті Міклош
- Еріка Селеш
- Іґнац Філіп Земмельвайс
- Лео Сілард
- Арміній Вамбері
- Векерле Шандор
- Мігай Мункачі
- Йожеф Чукаші